# شكيا (ياش)
شكيا هي قرية تقع في إقليم ياش في رومانيا وبلغ عدد سكانها 4,687 نسمة في عام 2002.